# مدرسه ریچارد هیل
مدرسه ریچارد هیل یک مدرسه راهنمایی پسرانه است که در هرتفورد در جنوب شرقی انگلستان واقع شده است. در سال تحصیلی ۲۰۱۴ - ۲۰۱۵، این مدرسه بیش از ۱۰۰۰ دانش آموز داشت، از جمله دانش آموزانی که در کلاس ششم اختیاری شرکت می‌کردند، که برای دختران نیز آزاد است.

## تاریخچه
این مدرسه به عنوان مدرسه ریچارد هیل در ۱۶ آوریل ۱۶۱۷ توسط تاجر ثروتمند ریچارد هیل، که مایل بود یک مدرسه گرامر برای آموزش زبان لاتین و سایر ادبیات کودکان در شهر هرتفورد ایجاد کند، تأسیس شد. ساختمان اصلی مدرسه به مدت ۳۱۳ سال از سال ۱۶۱۷ تا ۱۹۳۰ مورد استفاده قرار گرفت و هنوز در نزدیکی کلیسای تمام مقدسین قرار دارد. این مدرسه تا سال ۱۹۶۷ به عنوان مدرسه دستور زبان هرتفورد شناخته می‌شد، زمانی که به مناسبت سی و پنجاهمین سالگرد نامگذاری شد.

## فارغ‌التحصیلان شناخته‌شده
- سمیر کاروتر فوتبالیست کمبریج یونایتد
- الکس دیوی بازیکن سابق تیم چلسی
- روپرت گرینت، بازیگر سینما و تلویزیون که عمده شهرت او بخاطر ایفای نقش رون ویزلی در فیلم‌های هری پاتر است.
- اولیور اسکیپ بازیکن تیم فوتبال تاتنهام